# Chava voor in 't Holt
Chava voor in 't Holt (1985) is een Nederlands actrice en regisseuse. Voor in 't Holt is bekend bij het grote publiek door rollen als Annemiek in de film De Hel van '63 en Simone Blok in de televisieserie Moordvrouw.

## Biografie
Voor in 't Holt studeerde in 2007 af aan de Amsterdamse Toneelschool & Kleinkunstacademie (ATKA). Toneelervaring deed ze onder andere op bij Alba Theaterhuis (Boom uit de tropen), Toneelgroep de Appel (06-festival; Subway stories) en De theatercompagnie in de voorstellingen Peanuts (regie Marcus Azzini) en De Wilde eend (regie Maaike van Langen) en op Oerol en de Parade met zelfgemaakte voorstellingen als Niet voeren! en Altitude. Daarnaast had ze een rol in de televisieseries Flikken Maastricht, De co-assistent, Klein Holland, Floor Faber en Shouf Shouf!, en in de films De Storm (2009), Happy End (2009) van Frans Weisz en de korte film Vanwege de vis. De rol van Annemiek in De Hel van '63 (2009) was de eerste hoofdrol in haar carrière. In 2010 speelde ze een rol in de nieuwe film over Ernst, Bobbie en de rest, getiteld Ernst, Bobbie en het geheim van de Monta Rossa. In 2011 was Voor in 't Holt druk bezig met haar eerste vaste rol in een televisieserie: als technisch rechercheur Blok in Moordvrouw. In 2012 speelde zij de rol van Meisjespiet in het Sinterklaasjournaal.
In 2014-2015 speelde zij in het toneelstuk rond het leven van Anne Frank, Annes zus Margot. Ook is ze veel actief als stemactrice voor reclames en tekenfilms. Zo heeft ze in 2014 de stem van het personage Selina ingesproken uit de serie Winx Club

## Privéleven
Voor in 't Holt heeft een relatie met zanger-acteur Job Bovelander. Samen kregen zij in 2018 een zoon.